# Perrier's Bounty
Pour plus de détails, voir Fiche technique et Distribution.
Perrier's Bounty est un film irlandais réalisé par Ian Fitzgibbon, sorti en 2009.

## Synopsis
Darren Perrier, un gangster, cherche à se venger de trois fugitifs ayant tué l'un de ses amis.

## Fiche technique
- Titre : Perrier's Bounty
- Réalisation : Ian Fitzgibbon
- Scénario : Mark O'Rowe
- Musique : David Holmes
- Photographie : Seamus Deasy
- Montage : Tony Cranstoun
- Production : Elizabeth Karlsen, Alan Moloney et Stephen Woolley
- Société de production : Parallel Film Productions, Number 9 Films et Premiere Picture
- Société de distribution : IFC Films (États-Unis)
- Pays de production :  Irlande et  Royaume-Uni
- Genre : Comédie noire, thriller
- Durée : 88 minutes
- Dates de sortie : 
  - Canada : 11 septembre 2009 (Festival international du film de Toronto)
  - Irlande : 26 mars 2010

## Distribution
- Cillian Murphy : Michael
- Brendan Gleeson : Darren Perrier
- Jim Broadbent : Jim
- Jodie Whittaker : Brenda
- Domhnall Gleeson : Clifford
- Gabriel Byrne : The Reaper (voix)
- Michael McElhatton : Ivan
- Don Wycherley : Orlando
- Brendan Coyle : Jerome
- Conleth Hill : Russ
- Pat McCabe : Mulligan
- Ned Dennehy : Clamper
- Glenn Speers : Clamper
- Pádraic Delaney : Shamie
- Natalie Britton : Catherine
- Liam Cunningham : The Mutt
- Breffni McKenna : Dinny
- Francis Magee : Hank
- Wuzza Conlon : Blaise
- Brendan Dempsey : Victor
- Brian Doherty : Kenny
- Michael Ford-FitzGerald : Garda

## Accueil
Le film a reçu un accueil mitigé de la part de la presse spécialisée. Il obtient un score moyen de 47 % sur Metacritic.